# Obliers (Lind)

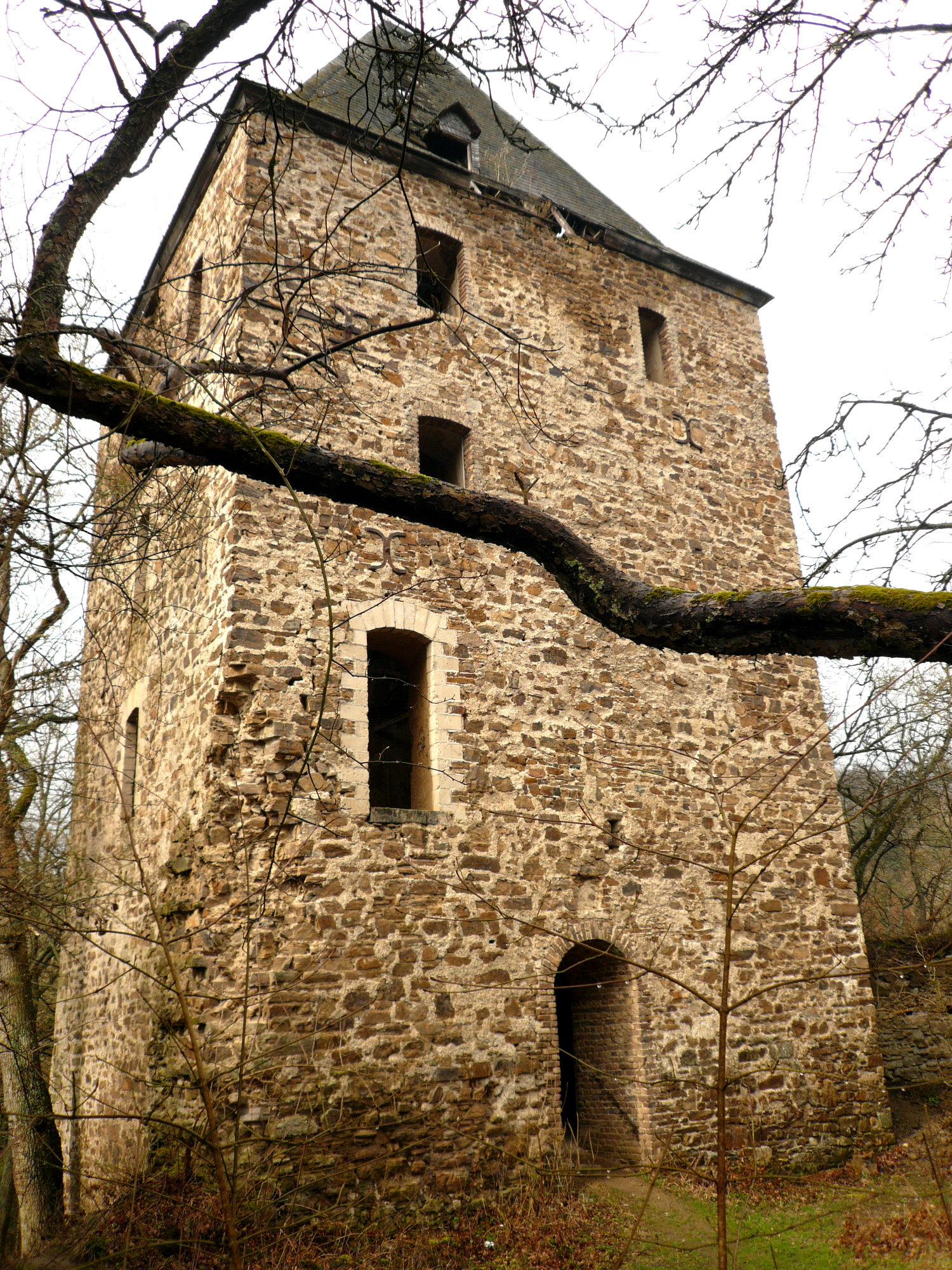
Wohnturm der Wensburg

Obliers ist ein Ortsteil der Ortsgemeinde Lind im Landkreis Ahrweiler in Rheinland-Pfalz. Bis 1971 war Obliers eine eigenständige Gemeinde.

## Geschichte
Der Ort Obliers gehörte zu dem 1539 von Kurköln an die Herren von Wensburg verpfändeten Dingstuhl Mutscheid.
Am 30. März 1971 wurde die bis dahin eigenständige Gemeinde Obliers (seinerzeit 58 Einwohner) aufgelöst und zusammen mit  Plittersdorf (101 Einwohner) und  Lind (287 Einwohner) zur neuen Gemeinde Lind zusammengeschlossen.

## Sehenswürdigkeiten
- Wensburg

Siehe auch: Liste der Kulturdenkmäler in Lind (bei Altenahr)